# Steinigtwolmsdorf
Steinigtwolmsdorf è un comune di 3.262 abitanti della Sassonia, in Germania.
Appartiene al circondario (Landkreis) di Bautzen (targa BZ).